# Hygrophila velata
Hygrophila velata är en akantusväxtart som beskrevs av Raymond Benoist. Hygrophila velata ingår i släktet Hygrophila och familjen akantusväxter. Inga underarter finns listade i Catalogue of Life.